# Koldo Gil Perez
Koldo Gil Pérez é um ex ciclista espanhol nascido o 16 de janeiro de 1978 em Burlada, Navarra.

## Biografia
Formou-se no Clube Ciclista Villavés ao ser o município de Villava limítrofe com Burlada e ao carecer esta última de um clube ciclista por aquele então. Em seu salto a aficionados com a Caja Rural já conseguiu a vitória da Volta a Segovia. Posteriormente alinhou pelo Banesto para a categoria de aficionados e foi com esta equipa com o que deu o salto a profissionais no ano de 2001. Pertence desde 2003 à estrutura da equipa Liberty Seguros, anteriormente patrocinado pela fundação ONZE e Eroski.
O seu triunfo mais importante é a 7.ª etapa do Giro d'Italia de 2005, conseguida a 14 de maio, dia no que também conseguiu vestir-se com a camisa verde de líder da montanha. Finalmente não pôde defender o maillot e teve que abandonar o Giro por culpa de uma tendinite.
No dia de 19 de junho de 2005 ocupa a posição 62, com 23 pontos no Ranking do UCI ProTour. Após ter sido em 2004 o primeiro navarro que entrava entre os 100 primeiros do Ranking desde Miguel Indurain.
Em 2006 vence a Volta à Suíça pela suspensão de Jan Ullrich por doping.
Finalmente acabou a temporada no posto 92, com os mesmos 23 pontos de junho, já que não pôde correr mais devido a problemas físicos. Finalizou a temporada alinhando pela equipa Saunier Duval-Prodir, como líder para procurar o pódio na Volta a Espanha. Não obstante acabou retirando-se tendo disputado duas únicas grandes voltas.

## Palmarés
| 2002 - 1 etapa Volta à Rioja 2004 - Volta a Castela e Leão 2005 - Volta Ciclista a Múrcia - 1 etapa Giro d'Italia | 2006 - Euskal Bizikleta, mais 2 etapas - Volta à Suíça, mais 1 etapa 2007 - Subida ao Naranco - Volta às Astúrias 2008 - 1 etapa do Troféu Joaquim Agostinho |

## Resultados em Grandes Voltas e Campeonato do Mundo
Durante a sua carreira desportiva tem conseguido os seguintes postos nas Grandes Voltas e nos Campeonatos do Mundo em estrada:
| Corrida            | 2001 | 2002 | 2003 | 2004 | 2005 | 2006 | 2007 | 2008 |
| ------------------ | ---- | ---- | ---- | ---- | ---- | ---- | ---- | ---- |
| Volta a Itália     | -    | -    | -    | -    | Ab.  | -    | -    | -    |
| Volta a França     | -    | -    | -    | -    | -    | -    | -    | -    |
| Volta a Espanha    | -    | -    | -    | 61º  | -    | -    | -    | -    |
| Mundial em Estrada | -    | -    | -    | -    | -    | -    | -    | -    |

-: Não participa

Ab.: Abandono

## Equipas
- Banesto (2001-2002)
- Liberty Seguros (2003-2005)
- Saunier Duval-Prodir (2006-2007)
- Liberty Seguros Continental (2008)